# Харусь, Мария Иосифовна
Мария Иосифовна Харусь (1899, Старая Гута, Подольская губерния — 11 марта 1974, Хмельник, Винницкая область) — колхозница, Герой Социалистического Труда (1948).

## Биография
Родилась в 1899 году в селе Старая Гута Подольской губернии (сегодня — Хмельницкий район Винницкой области). В первое десятилетие XX века вместе с семьёй переехала в Семиречье. В 1942 году вступила в колхоз «Новый путь» Меркенского района Джамбулской области. В 1945 году была назначена звеньевой свекловодческого звена.
В 1947 году свекловодческое звено под управлением Марии Харусь собрало с участка площадью 6 гектаров по 855,5 центнеров сахарной свеклы с каждого гектара. За этот доблестный труд она была удостоена в 1948 году звания Героя Социалистического Труда.

## Награды
- Герой Социалистического Труда (1948);
- Орден Ленина (1948).